# Huemal chilijski
Huemal chilijski (Hippocamelus bisulcus) – gatunek ssaka parzystokopytnego z rodziny jeleniowatych blisko spokrewniony z huemalem peruwiańskim (Hippocamelus antisensis). Gatunek rzadki i do niedawna słabo znany.

## Występowanie i biotop
Obecny zasięg występowania gatunku obejmuje Argentynę i południowe Chile. Zamieszkuje gęste i wilgotne lasy. Żyje w izolowanych populacjach.

## Charakterystyka ogólna

### Wygląd
Ciało krępe z krótkimi kończynami, bardzo długie uszy wyścielone wewnątrz jasnym futrem, oczy otoczone jaśniejszą obwódką sierści. Poroże słabo rozwidlone, trzon rozgałęzia się na dwa odrostki – wyżej niż u taruki. Młodym samcom pierwsze poroże wyrasta w wieku około 18 miesięcy.
| Podstawowe dane         | Podstawowe dane      |
| ----------------------- | -------------------- |
| Długość ciała           | 140–160 cm           |
| Wysokość w kłębie       | 75–85 cm             |
| Ogon (kwiat)            | 10–15 cm             |
| Masa ciała              | przeciętnie 45–65 kg |
| Dojrzałość płciowa      | ?                    |
| Okres godowy            | jesień               |
| Ciąża                   | 230–240 dni          |
| Liczba młodych w miocie | 1-2                  |
| Długość życia           | 14 lat               |

Huemal osiąga długość ciała 140–160 cm, długość ogona 10–15 cm, wysokość w kłębie 75–85 cm. Przeciętna masa ciała waha się w przedziale 45–65 kg (niektórzy autorzy podają 70–100 kg). Huemal ma duży czarny nos i małe oczy.
Futro huemala jest brązowe do szarobrązowego, latem krótkie, zimą gęste i dłuższe. Wierzchnia część ogona jest ciemnobrązowa, a spodnia biała. Dymorfizm płciowy wyraźnie zaznaczony: samce są większe i cięższe.
W kariotypie huemala stwierdzono 2n = 70 chromosomów.

### Tryb życia
Żyją w małych grupkach 2-3 osobników (samica z młodymi) lub samotnie. Prowadzą przede wszystkim dzienny tryb życia, ale mogą wykazywać aktywność również w nocy. Mają dobrze rozwinięty słuch, wzrok i węch, dobrze pływają. Żyją do 14 lat.

### Rozród
Ciąża trwa prawdopodobnie 230-240 dni (autorzy podają rozbieżne dane). Samica rodzi zwykle jedno młode, najczęściej w listopadzie lub grudniu.

### Podgatunki
Nie wyłoniono podgatunków huemala, chociaż niektórzy autorzy sygnalizują różnice występujące pomiędzy poszczególnymi populacjami.

## Zagrożenia i ochrona
Do naturalnych wrogów huemala należy przede wszystkim puma oraz domowe psy. Nibylis andyjski i ptaki drapieżne zagrażają młodym.
Dawniej zamieszkiwał rozległe obszary Ameryki Południowej. Obecna populacja – wyniszczona polowaniami i utratą siedlisk, zagrożona chorobami i wypieraniem przez gatunki obce (głównie zwierzęta hodowlane) – szacowana jest na 1000-2000 osobników jest zagrożona wyginięciem i w takiej kategorii EN (endangered – zagrożony wyginięciem) został ujęty w Czerwonej księdze gatunków zagrożonych Międzynarodowej Unii Ochrony Przyrody i Jej Zasobów.